# محمد بن إسماعيل بن أبي سمينة
أبو عبد الله، محمد بن إسماعيل بن عيسى بن أبي سمينة الهاشمي مولاهم البصري، محدث بصري، قال أبو داود: كان من شجعان الناس. مات وهو متوجه إلى طرسوس في شهر ربيع الأول سنة ثلاثين ومائتين.

## روايته للحديث النبوي
- حدث عن: معتمر بن سليمان، وأبي خالد الأحمر، وجرير بن عبد الحميد، وسفيان بن عيينة، ويزيد بن زريع، وأبي بكر بن عياش، وطبقتهم.
- حدث عنه: أبو داود في «سننه»، والبخاري في «الصحيح» عن رجل عنه، وأبو زرعة، وأبو حاتم، ومحمد بن أيوب بن الضريس، والبخاري في «تاريخه»، وموسى بن هارون، وأبو يعلى، والبغوي، ومحمد بن المجدر، وآخرون.

•الجرح والتعديل: قال أبو حاتم الرازي: ثقة. وقال أبو حاتم بن حبان البستي: ذكره في الثقات. وقال ابن حجر العسقلاني: ثقة. وقال الذهبي: ثقة. وقال صالح بن محمد جزرة: ثقة، ومرة: محمد بن يحيى بن أبي سمينة التمار كان جليسا لعمرو الناقد ومحمد بن إسماعيل بن أبي سمينة البصري أوثق منه. قال أبو حاتم: ثقة غزاء.